# Lista de beatificações
Aqui você verá os servos de Deus beatificados pela Igreja Católica, depois a instituição da Congregação dos Ritos no 1588.

## Século XVII

### Clemente VIII
| Beato             | Data               |
| ----------------- | ------------------ |
| João de Sahagún   | 19 de junho 1601   |
| Colette de Corbie | 23 de janeiro 1604 |

### Paulo V
| Beato                          | Data                 |
| ------------------------------ | -------------------- |
| Luís Gonzaga                   | 19 de outubro 1605   |
| Estanislau Kostka              | 19 de outubro 1605   |
| Salvador de Horta              | 15 de fevereiro 1606 |
| Luís Beltrán                   | 19 de julho 1608     |
| Inácio de Loyola               | 27 de julho 1609     |
| Margarida de Città di Castello | 19 de outubro 1609   |
| Teresa de Ávila                | 24 de avril 1614     |
| Filipe Neri                    | 11 de maio 1615      |
| Tomás de Vilanova              | 7 de outubro 1618    |
| Pascoal Bailão                 | 29 de outubro 1618   |
| Isidoro, o Lavrador            | 2 de maio 1619       |
| Francisco Xavier               | 25 de outubro 1619   |

| Beato               | Data             |
| ------------------- | ---------------- |
| Joaquim Piccolomini | 21 de março 1609 |

### Gregório XV
| Beato              | Data             |
| ------------------ | ---------------- |
| Pedro de Alcântara | 18 de avril 1622 |

### Urbano VIII
| Beato                        | Data                |
| ---------------------------- | ------------------- |
| Thiago da Marca              | 12 de agosto 1624   |
| Francisco de Borja           | 23 de novembro 1624 |
| André Avelino                | 10 de junho 1625    |
| Félix de Cantalice           | 1 de outubro 1625   |
| Maria Madalena de Pazzi      | 8 de maio 1626      |
| Paulo Miki e 25 companheiros | 14 de setembro 1927 |
| Rita de Cássia               | 1 de outubro 1627   |
| Caetano de Thiene            | 8 de outubro 1629   |
| João de Deus                 | 21 de setembro 1630 |
| Josafá Kuntsevytch           | 16 de maio 1643     |

| Beato            | Data                 |
| ---------------- | -------------------- |
| Columba de Rieti | 25 de fevereiro 1625 |
| Mateus Carreri   | 2 de dezembro 1625   |

### Inocêncio X
| Beato                | Data                |
| -------------------- | ------------------- |
| Bernardo Tolomei     | 24 de novembro 1644 |
| Filipe Benício       | 8 de outubro 1645   |
| Nicolau de Flüe      | 1 de fevereiro 1649 |
| João de Capistrano   | 19 de dezembro 1650 |
| Bernardino de Feltre | 13 de avril 1654    |

### Alexandre VII
| Beato              | Data              |
| ------------------ | ----------------- |
| Francisco de Sales | 8 de janeiro 1662 |
| Pedro de Arbués    | 20 de avril 1664  |

### Clemente IX
| Beato        | Data             |
| ------------ | ---------------- |
| Rosa de Lima | 15 de avril 1668 |

| Beato               | Data              |
| ------------------- | ----------------- |
| Margarida de Saboia | 9 de outubro 1669 |

### Clemente X
| Beato                           | Data                |
| ------------------------------- | ------------------- |
| Pio V                           | 1 de maio 1672      |
| João da Cruz                    | 21 de avril 1675    |
| Francisco Solano                | 20 de junho 1675    |
| Nicolás Pieck e 18 companheiros | 24 de novembro 1675 |

| Beato                 | Data               |
| --------------------- | ------------------ |
| Pedro Pascual         | 14 de agosto 1670  |
| Ludovica Albertoni    | 28 de janeiro 1671 |
| Thiago Bianconi       | 18 de maio 1672    |
| Salomé de Cracóvia    | 17 de maio 1673    |
| Catarina de Gênova    | 6 de avril 1675    |
| Olegário de Tarragona | 25 de maio 1675    |
| João Câncio           | 28 de março 1676   |

## Século XIX - 1903

### Pio IX
| Beato                       | Data            |
| --------------------------- | --------------- |
| Quarenta Mártires do Brasil | 11 de maio 1854 |

## 1903 - Século XXI

### Pio X
| Beato       | Data             |
| ----------- | ---------------- |
| Joana d'Arc | 18 de abril 1909 |

### Bento XV
| Beato                                                          | Data             |
| -------------------------------------------------------------- | ---------------- |
| Giuseppe Benedetto Cottolengo                                  | 29 de avril 1917 |
| Ana de São Bartolomeu                                          | 6 de maio 1917   |
| Luísa de Marillac                                              | 1º de maio 1920  |
| Oliver Plunkett                                                | 21 de maio 1920  |
| Anna Maria Taigi                                               | 30 de maio 1920  |
| Carlos Lwanga e 21 companheiros                                | 6 de junho 1920  |
| Marie-Madeleine Fontaine e 3 companheiras                      | 13 de junho 1920 |
| Maria Clotilde Angela de San Francisco Borja e 11 companheiras | 13 de junho 1920 |

| Beato                               | Data                |
| ----------------------------------- | ------------------- |
| Nuno Álvares Pereira                | 23 de janeiro 1918  |
| Agostinho Cennini e 63 companheiros | 26 de junho 1918    |
| João Pelingotto                     | 13 de novembro 1918 |
| Isnardo de Chiampo                  | 12 de março 1919    |
| Ugolino de Gualdo Cattaneo          | 12 de março 1919    |
| Domenico Spadafora                  | 12 de janeiro 1921  |
| Margarita de Lorena                 | 20 de março 1921    |
| Angelo Scarpetti                    | 27 de julho 1921    |
| Andrea Franchi                      | 23 de novembro 1921 |

### João XIII
| Beato                       | Data                |
| --------------------------- | ------------------- |
| Elena Guerra                | 26 de abril 1959    |
| Marie-Marguerite d'Youville | 3 de maio 1959      |
| Inocêncio de Berzo          | 12 de novembro 1961 |
| Isabel Ana Bayley Seton     | 17 de março 1963    |
| Luís Maria Palazzolo        | 19 de março 1963    |

### Bento XVI
| Beato                      | Data               |
| -------------------------- | ------------------ |
| Eustáquio van Lieshout     | 15 de junho 2006   |
| Mariano de la Mata         | 5 de novembro 2006 |
| Albertina Berkenbrock      | 20 de outubro 2007 |
| Manuel Gómez González      | 21 de outubro 2007 |
| Adílio Daronch             | 21 de outubro 2007 |
| Lindalva Justo de Oliveira | 2 de dezembro 2007 |
| Bárbara Maix               | 6 de novembro 2010 |
| Papa João Paulo II         | 1 de maio 2011     |

### Francisco
| Beato                       | Data                |
| --------------------------- | ------------------- |
| Nhá Chica                   | 4 de maio 2013      |
| Assunta Marchetti           | 25 de outubro 2014  |
| Francisco de Paula Victor   | 14 de novembro 2015 |
| João Schiavo                | 28 de outubro 2017  |
| Donizetti Tavares de Lima   | 23 de novembro 2019 |
| Benigna Cardoso da Silva    | 24 de outubro 2022  |
| Isabel Cristina Mrad Campos | 10 de dezembro 2022 |